# Habitatges al carrer Major, 74-76 (Hostalric)
L'edifici situat al carrer Major, 74-76 és una obra del municipi d'Hostalric (Selva) inclosa en l'Inventari del Patrimoni Arquitectònic de Catalunya.

## Descripció

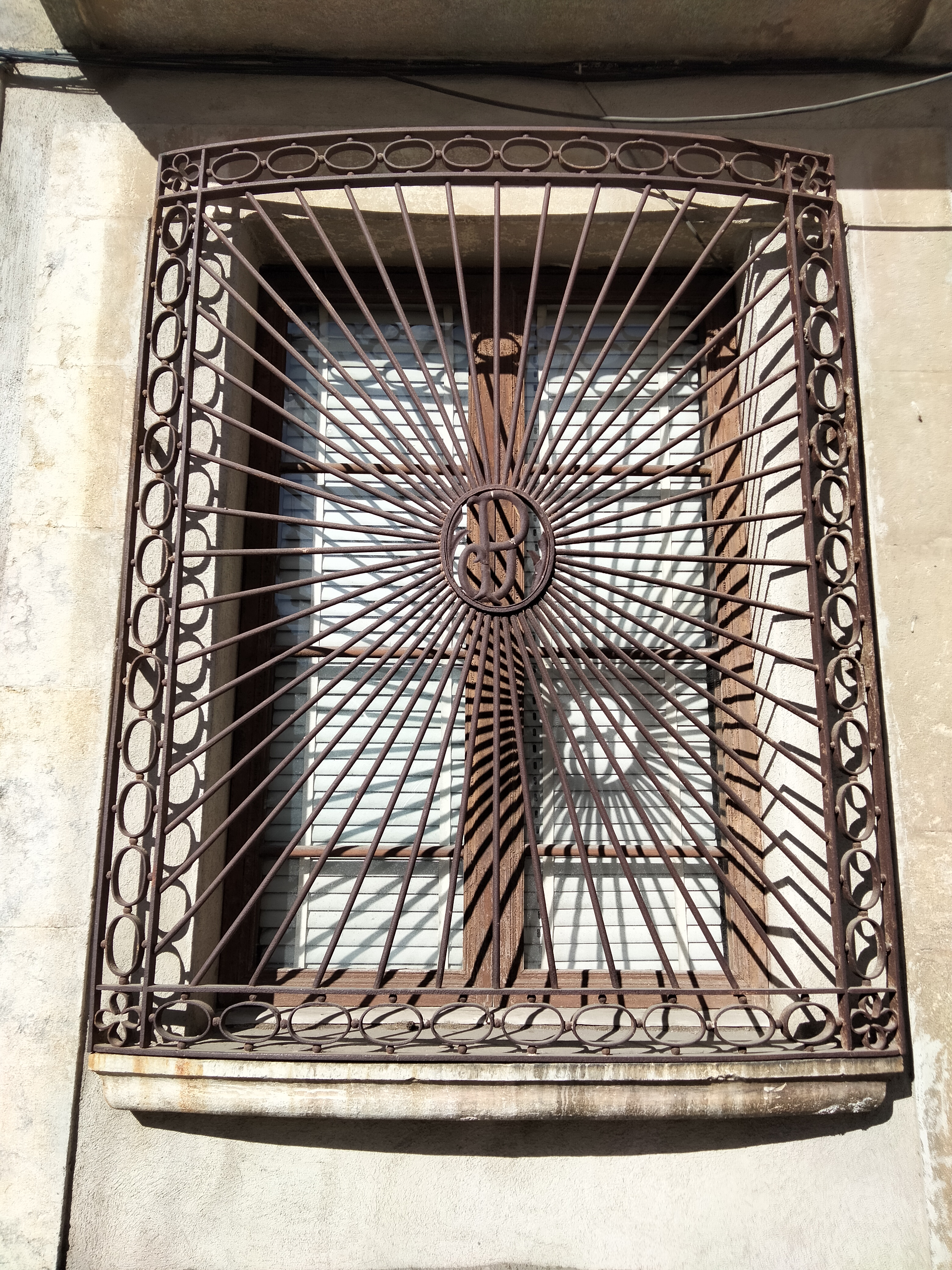
Finestral enreixat

És un edifici entre mitgeres, situat davant de la plaça de la Vila, conformat per planta baixa, tres pisos i terrat. Té la façana arrebossada i pintada de color salmó. A la planta baixa hi ha una oficina de correus, seguida per una porta amb llinda de pedra per on s'accedeix als habitatges, una finestra tapada amb una reixa de ferro forjat, i a la part dreta bar. Al primer pis hi ha quatre finestres amb llinda de pedra i balcó amb barana de ferro forjat. El segon pis segueix la mateixa estructura del primer, però a sota té uns esgrafiats en tons granatosos, molt malmesos, amb àngels i motius vegetals. Al tercer pis hi ha quatre finestres molt senzilles. Cada pis està separat per una cornisa horitzontal llisa. L'edifici està coronat per un terrat amb una barana d'obra.